# Keyontae Johnson
Marrecus Keyontae Johnson (Norfolk, Virginia, 24 de mayo de 2000) es un baloncestista estadounidense que pertenece a la plantilla de los Greensboro Swarm de la NBA G League. Con 1,93 metros de estatura, juega en la posición de alero.

## Trayectoria deportiva

### Universidad
Jugó dos temporadas completas con los Gators de la Universidad de Florida, en las que promedió 11 puntos, 6,5 rebotes, 1,4 asistencias y 1,1 robos de balón por partido. En su segunda temporada fue incluido en el mejor quinteto de la Southeastern Conference.
El 12 de diciembre de 2020, Johnson colapsó en la cancha en un partido en Florida State. Cuando llegó al Hospital Tallahassee Memorial, los médicos evaluaron que se encontraba en estado crítico pero estable. Después de tres días en coma inducido médicamente, fue llevado de regreso a Gainesville, Florida, para recibir tratamiento adicional. El 15 de diciembre se informó que estaba despierto, hablando y respondiendo a órdenes. Tras pasar prácticamente dos temporadas en blanco, el 1 de mayo ingresó al portal de fichajes para ser transferido.
El 20 de agosto de 2022 se comprometió con los Wildcats de la Universidad Estatal de Kansas, donde jugó una temporada en la que promedió 17,4 puntos, 6,8 rebotes y 2,1 asitencias por partido, siendo incluido en el tercer equipo All-American por Associated Press y la NABC, y elegido debutante del año y a la vez incluido en el mejor quinteto de la Big 12 Conference.

#### Estadísticas
| Año     | Equipo       | PJ  | PT | MPP  | %TC  | %3P  | %TL  | RPP | APP | ROB | TPP | PPP  |
| ------- | ------------ | --- | -- | ---- | ---- | ---- | ---- | --- | --- | --- | --- | ---- |
| 2018–19 | Florida      | 36  | 20 | 23.8 | .470 | .365 | .643 | 6.4 | 1.3 | 1.1 | 0.3 | 8.1  |
| 2019–20 | Florida      | 31  | 31 | 31.3 | .544 | .380 | .768 | 7.1 | 1.6 | 1.2 | 0.3 | 14.0 |
| 2020–21 | Florida      | 4   | 4  | 20.3 | .641 | .429 | .786 | 4.5 | 1.3 | 1.0 | 0.0 | 16.0 |
| 2021–22 | Florida      | 1   | 1  | 0.0  | –    | –    | –    | 0.0 | 0.0 | 0.0 | 0.0 | 0.0  |
| 2022–23 | Kansas State | 36  | 36 | 34.1 | .516 | .405 | .715 | 6.8 | 2.1 | 1.0 | 0.2 | 17.4 |
| Total   | Total        | 108 | 92 | 29.0 | .519 | .389 | .718 | 6.6 | 1.6 | 1.1 | 0.3 | 13.1 |

### Profesional
Fue elegido en la quincuagésima posición del Draft de la NBA de 2023 por los Oklahoma City Thunder. El 7 de julio de 2023 firmó un contrato dual con los Thunder y su filial en la G League, los Oklahoma City Blue.
El 21 de agosto de 2024 firmó con los Charlotte Hornets, pero fue despedido el 18 de octubre. El 27 de octubre se unió a su filial, los Greensboro Swarm.

## Estadísticas de su carrera en la NBA

### Temporada regular
| Año     | Equipo        | PJ | PT | MPP | %TC  | %3P  | %TL | RPP | APP | ROB | TPP | PPP |
| ------- | ------------- | -- | -- | --- | ---- | ---- | --- | --- | --- | --- | --- | --- |
| 2023-24 | Oklahoma City | 9  | 0  | 7.3 | .313 | .333 | —   | 1.1 | 0.4 | .1  | .0  | 1.2 |
| Total   | Total         | 9  | 0  | 7.3 | .313 | .333 | —   | 1.1 | 0.4 | .1  | .0  | 1.2 |